# Taschengeldanspruch
Als Taschengeldanspruch bezeichnet man das Recht eines Ehegatten, der kein oder ein sehr geringes eigenes Einkommen erzielt, gegenüber seinem Partner auf Zahlung eines Barbetrags zur Befriedigung persönlicher Bedürfnisse. Der Taschengeldanspruch ist ein Teil des Unterhaltsanspruchs.

## Deutschland
In Deutschland ist der Taschengeldanspruch als Teil des Familienunterhalts (§§ 1360 bis 1360 b BGB) geregelt. Deutsche Gerichte billigen dem einkommenslosen Ehepartner („haushaltsführender Ehegatte“) ein Taschengeld von fünf bis sieben Prozent des verfügbaren Nettoeinkommens des anderen zu.

## Abgrenzung
Das Taschengeld in der Ehe ist vom Wirtschaftsgeld (Haushaltsgeld) zu unterscheiden, das sich auf die Unterhaltung des gemeinsamen Haushalts bezieht. Wenn keine ausdrückliche Absprache getroffen ist, ist das Taschengeld jedoch im Haushaltsgeld enthalten.

## Barbetrag für Heimbewohner
Volljährige, die in einem Heim leben und (ergänzende) Sozialhilfe zur Deckung der Heimkosten erhalten, haben zusätzlich Anspruch auf einen Barbetrag zur persönlichen Verfügung (umgangssprachlich „Taschengeld“). Der Barbetrag für erwachsene Heimbewohner beträgt seit dem 1. Januar 2007 (§ 27b Abs. 3 Satz 2 SGB XII) mindestens 27 % des Eckregelsatzes. Das Gesetz gibt hier nur einen Mindestbetrag vor. Es ist ein höherer Barbetrag zu zahlen, sofern der Mindestbetrag nicht angemessen ist. Seit dem 1. Januar 2024 liegt der Mindestbarbetrag bei 152,01 € (27 % der Regelbedarfsstufe 1 von 563 €).
| Zeitraum          | Eckregelsatz | Mindestbarbetrag |
| ----------------- | ------------ | ---------------- |
| ab 1. Januar 2014 | 391 €        | 105,57 €         |
| ab 1. Januar 2015 | 399 €        | 107,73 €         |
| ab 1. Januar 2016 | 404 €        | 109,08 €         |
| ab 1. Januar 2017 | 409 €        | 110,43 €         |
| ab 1. Januar 2018 | 416 €        | 112,32 €         |
| ab 1. Januar 2019 | 424 €        | 114,48 €         |
| ab 1. Januar 2020 | 432 €        | 116,64 €         |
| ab 1. Januar 2021 | 446 €        | 120,42 €         |
| ab 1. Januar 2022 | 449 €        | 121,23 €         |
| ab 1. Januar 2023 | 502 €        | 135,54 €         |
| ab 1. Januar 2024 | 563 €        | 152,01 €         |

Minderjährige, die sich in einer vollstationären Einrichtung der Kinder- und Jugendhilfe nach § 34 SGB VIII, also in Heimerziehung befinden, haben nach § 39 Abs. 2 SGB VIII ebenfalls einen Taschengeldanspruch. Dieser ist nach dem Alter gestaffelt und wird von den Landesjugendämtern festgelegt.